# Starship Troopers (película)
Starship Troopers (conocida como Invasión en Hispanoamérica y Las brigadas del espacio en España) es una película de ciencia ficción militar dirigida por Paul Verhoeven, escrita por Edward Neumeier, y protagonizada por Casper Van Dien, Michael Ironside, Dina Meyer y Denise Richards, estrenada el 7 de noviembre de 1997. Está basada en la novela Tropas del espacio, publicada por Robert A. Heinlein en 1959.

## Resumen
La película sitúa la acción en el siglo XXIII, un futuro en el que el servicio militar dura dos años, y sólo después de cumplirlo, el individuo se convierte en ciudadano, estatus que otorga ciertos derechos, como entrar en la política o el derecho a voto. Starship Troopers se centra en el final de la etapa de preparatoria del protagonista, John "Johnnie" Rico (Casper Van Dien), el cual deberá decidir qué futuro tendrá su vida. Está completamente enamorado de su novia, Carmen Ibanez (Denise Richards), la cual tiene aptitudes más que sobresalientes para convertirse en una militar de las "Fuerzas Aéreas", una piloto de la Federación, la élite del ejército. Por su parte, Rico, a quien su padre le tenía otro destino preparado, decide ingresar en la Infantería Móvil, el destino considerado más bajo en la jerarquía militar que es a lo único a lo que puede aspirar con su capacidad y notas. En la película el protagonista John Rico enfrenta grandes batallas, como el primer contraataque de la Tierra en el planeta Klendathu, realizado después de que los habitantes de dicho planeta, destruyeran la ciudad de Buenos Aires, Argentina, provocando millones de muertes, pero el resultado es una catástrofe para las tropas terrestres, ocasionando la pérdida de 100.000 soldados en una hora y resultando destruidas varias naves de transporte. Rico logra sobrevivir pero miles de sus camaradas no.
Los humanos asumen una táctica similar a la usada en la Guerra del Pacífico por EE. UU., evitando atacar directamente el hogar natal de su enemigo, donde es demasiado poderoso, prefieren debilitarlo saltando de planeta en planeta que ha colonizado (como en la Segunda Guerra Mundial de isla en isla). Tiempo después, Rico junto con sus compañeros Dizzy Flores y Ace Levy son reasignados al escuadrón Rasczak's Roughnecks (los "Matones de Rasczak") para combatir a los insectos en el Planeta P. Al llegar al Puesto Whiskeu descubren que todos los habitantes están muertos excepto su comandante, el General Owen, que les informa de que los insectoides (Arachnids), están "succionando" los cerebros de los soldados para conocer más a los humanos. Más tarde se descubrirá que los insectos se rigen por un insecto jerárquicamente superior (Brain Bug), capacitado para tomar decisiones. Después de combatir en el fuerte en el que muere el teniente Jean Rasczak, los supervivientes Rico y Ace regresan a la Rodger Young donde el Coronel de inteligencia y el mejor amigo de Rico en la preparatoria, Carl Jenkins (Neil Patrick Harris), lo asciende a teniente para iniciar la búsqueda del "insecto con cerebro".
El equipo de Rico es asignado al Rodger Young que después de volver a la superficie del Planeta P en su ofensiva contra los insectos, es destruido. Afortunadamente, Rico y los demás habían abandonado la nave a tiempo. Carmen Ibanez y Zander Barcalow (Patrick Muldoon) logran escapar por muy poco en una nave de rescate y caen en una cueva de insectos en la que Zander es succionado por el "insecto con cerebro" que tiene aspecto de gusano. Rico organiza un rescate para salvar a Carmen y después de esto al subir a la superficie reciben la noticia de que el "insecto con cerebro" ha sido capturado.
Carmen y Rico renuevan su relación de amistad y el insecto es enviado a la Tierra para ser analizado y encontrar una manera de vencer a los demás insectos. 
La película finaliza con la proyección de una propaganda gubernamental informando sobre la guerra, donde se muestra que la captura del insecto ha renovado el entusiasmo de los humanos en el combate. También se muestra como un ejemplo de los valerosos soldados humanos a Carl, representando a Inteligencia; Carmen, representando a la Fuerza aérea y a Rico, como el nuevo líder de los Roughnecks, representando a la Infantería.

## Reparto
| Actor original (EE. UU.) | Personaje              | Actor de doblaje (Hispanoamérica) | Actor de doblaje (España) |
| ------------------------ | ---------------------- | --------------------------------- | ------------------------- |
| Casper Van Dien          | Johnny Rico            | Sergio Gutiérrez Coto             | Claudio Serrano           |
| Denise Richards          | Carmen Ibanez          | Gabriela Willert                  | Marta García Gómez        |
| Dina Meyer               | Dizzy Flores           | Laura Ayala                       | Eva Díez                  |
| Neil Patrick Harris      | Coronel Carl Jenkins   | Genaro Vásquez                    | Rafael Alonso Naranjo     |
| Jake Busey               | Soldado Ace Levy       | Ricardo Mendoza                   | Alberto Closas Jr.        |
| Clancy Brown             | Sargento Zim           | Jesse Conde                       | Salvador Aldeguer         |
| Seth Gilliam             | Sargento Sugar Watkins | Mario Castañeda                   | Roberto Encinas           |
| Brenda Strong            | Capitán Deladier       | Liza Willert                      | Olga Cano                 |
| Patrick Muldoon          | Zander Barcalow        | Roberto Molina                    | Guillermo Romero          |
| Michael Ironside         | Teniente Jean Rasczak  | Blas García                       | Paco Hernández            |
| Marshall Bell            | General Owen           |                                   | Juan Perucho              |
| Amy Smart                | Cadete Lumbreiser      | Maru Guzmán                       | Isabel Fernández Avanthay |
| Christopher Curry        | Bill Rico              | Paco Mauri                        | Juan Antonio Gálvez       |
| Lenore Kasdorf Mrs       | Señora Rico            | Anabel Méndez                     | María Massip              |
| Rue McClanahan           | Maestra de Biología    | Alejandra de la Rosa              | Lucía Esteban             |
| -                        | Narración e Insertos   | Armando Réndiz                    |                           |

## Producción
En diciembre de 1993 Verhoeven inició las conversaciones sobre el desarrollo de la obra cinematográfica bajo el sello TriStar Pictures y la productora finalmente accedió a producirla. Para hacerla Verhoeven seleccionó a actores provenientes de series de televisión para que los espectadores no se identifiquen con ellos y los vean como parte de una máquina belicista en guerra contra los insectos y así encargarse de que no sean mirados como héroes. Para mostrar esa máquina belicista, los actores, antes del rodaje, tuvieron que someterse a un entrenamiento militar.
Una vez hecho eso, el rodaje comenzó en abril de 1996 y terminó en octubre de 1996. La filmación tuvo lugar en varias localizaciones de California. También se filmó en Dakota del Sur y en Wyoming. Al final la película costó 100 millones de dólares, de los cuales 40 millones fueron para los efectos especiales, un coste necesariamente alto para poder recrear a los insectos en la película de forma realista, algo que en ese tiempo solo se podía hacer con la tecnología de efectos más punta posible de ese tiempo.
Una vez terminada la película se cortaron 5 escenas del montaje original.

## Críticas a la adaptación
Uno de los conceptos pasados por alto en la cinta fueron los trajes de la Infantería Móvil, ya que en la novela se hablaba de auténticos acorazados, con armamento propio y más parecido a un vehículo militar con forma de hombre que a la indumentaria militar contemporánea. Los productores dijeron simplemente que era materialmente imposible hacer esos trajes con el presupuesto con el que contaban.[cita requerida]
La película recibió críticas de los seguidores de la novela, que argumentaban que pocas frases e ideas del libro habían sido trasladados a la película. Hay personajes que son eliminados o modificados radicalmente, como Dizzy Flores, que en la novela es un hombre, mientras que en la película el personaje es una mujer, aportando diferentes matices y añadiendo tensión sexual. La película también fusiona dos personajes de la novela (el Sr. Dubois y el teniente Rasczack) para ser un solo personaje, interpretado por Michael Ironside.

## Premios y nominaciones
Starship Troopers fue nominada a una serie de premios en 1998, incluyendo el Academy Award por Efectos Especiales; la película ganó los Premios Saturno por Mejor Vestuario y Mejores Efectos Especiales en el 1998 por la Academia de Ciencia Ficción, Fantasía y Horror.

## Historietas
La película fue estrenada simultáneamente con la novela gráfica, que contaba los acontecimientos de la película. Existía también una serie adicional basada en el universo Verhoeven, aunque no directamente relacionado con la película llamada Roughnecks: Starship Troopers Chronicles. Existen también precuelas que cuentan la historia antes de la película:
- Contacto Arácnido: Cuenta como los humanos conocen a los insectos 30 años antes de la primera guerra espacial.
- Creaciones Brutales: Narra como Rasczak peleó por accidente en Dantana contra los insectos en el Puerto Joe Smith fundado por mormones.

## Secuelas
La segunda parte, Starship Troopers 2: Hero of the Federation fue dirigida por el responsable de los efectos especiales de la primera parte, Phil Tippett.
Starship Troopers 3: Marauder fue estrenada directamente en DVD en Estados Unidos el 8 de agosto de 2008, Dirigida por Ed Neumeiner. El actor Casper Van Dien regresa al papel del protagonista "Johnny" Rico de la primera parte.
En 2012 se estrenó una nueva película Starship Troopers: Invasión dirigida por Shinji Aramaki y realizada completamente con animaciones CGI (sin actores reales). En esta película aparecen personajes protagonistas de la saga como Johnny Rico, Carmen Ibanez y Carl Jenkins.
En 2017 sale al público la película de animación computerizada Starship Troopers: El traidor de Marte, dirigida por Shinji Aramaki. El elenco está conformado por recreaciones informáticas de Casper Van Dien, Dina Meyer y DeRay Davis.

## Remake
El productor de The Fast and the Furious, Neal Moritz, anunció en diciembre de 2011 que haría un remake de la película original más fiel al libro. En noviembre de 2016, Columbia y Moritz anunciaron que equipo de escritores formado por Mark Swift y Damian Shannon estaban contratados para escribir el libreto.